# Palazzo Calò (Barletta)
Palazzo Calò è un edificio monumentale che si trova nel cuore del centro moderno di Barletta, in via Imbriani.

## Storia e descrizione
Il palazzo è una valida testimonianza di architettura novecentesca, in modo particolare di art déco, ancora intatta, costruito nella prima metà del 1900, dall'ingegnere barlettano Arturo Boccassini, dopo aver costruito il teatro di Canosa di Puglia e il teatro Dilillo di Barletta.
Il palazzo completato alle soglie del 1930, fu il primo palazzo di Barletta attrezzato con ascensore.
Lo stabile si compone di tre piani fuori terra, sulla parte destra svetta la torre dell'ascensore. 
Insieme a palazzo Tresca costituisce una cartina edilizia tutela da apposito vincolo della direzione ai beni culturali